# Chiesa di Maria Santissima della Pietà (Torregrotta)
La chiesa di Maria Santissima della Pietà, successivamente divenuta San Paolino, era una chiesa di Torregrotta, situata all'angolo tra l'attuale via XXI ottobre e via dei Mille.

## Storia
La chiesa fu edificata nella seconda metà del seicento. Durante l’ottocento divenne il fulcro della questione religiosa torrese per cui la spinta autonomista dei sacerdoti e della popolazione di Torregrotta si contrappose alla soggiogazione imposta dal clero di Roccavaldina. Al riguardo, nel 1852 l'arcivescovo di Messina autorizzó l'elevazione della chiesa da rurale a sacramentale ma ne modificò il titolare dedicandola a san Paolino. Negli anni cinquanta del novecento, ridotta in stato di abbandono, probabilmente già danneggiata dal terremoto del 1908, ne fu decisa la demolizione.
Al suo posto fu realizzato un asilo infantile mentre la nuova chiesa di San Paolino era stata edificata negli anni '40 in via Mezzasalma.

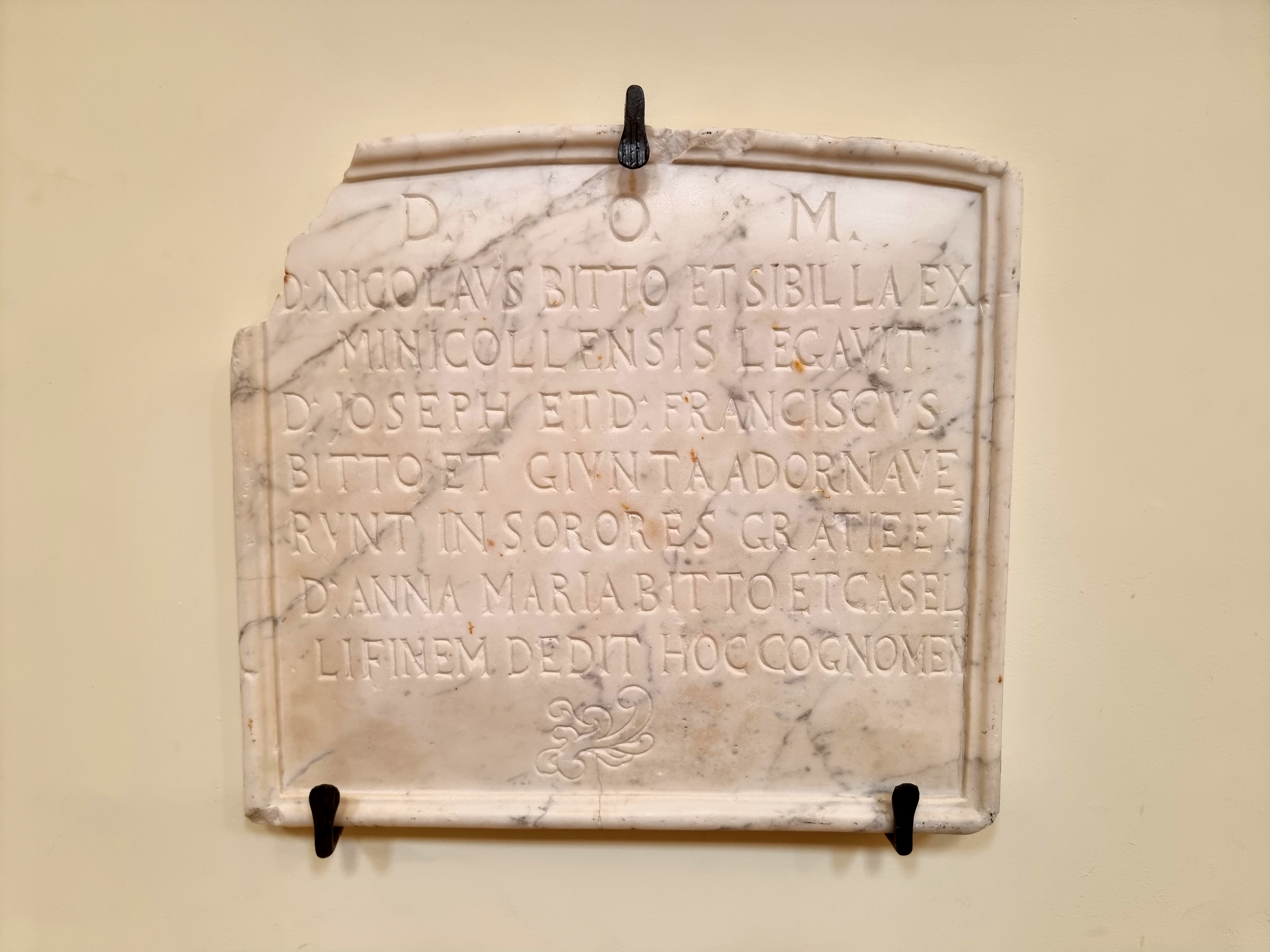
Una delle lapidi commemorative della chiesa, oggi conservata nella nuova chiesa di San Paolino

## Descrizione
Dell’aspetto esteriore è noto solo che la facciata principale era dominata da un orologio il cui meccanismo di ricarica era accessibile dalla cantoria. All'interno dell’edificio si trovavano un organo a canne, sei statue e diverse lapidi. Sopra l'altare maggiore era collocato un dipinto del 1671 attribuito a Francesco Iaconissa che raffigura la Deposizione di Cristo dalla Croce. L’opera, che oggi è custodita nella nuova chiesa di San Paolino, fu commissionata dal sacerdote  don Nicolò Bitto, raffigurato in basso a destra.
Nella cripta sotterranea dell'edificio religioso erano sepolti dei cadaveri in abito talare e, secondo le testimonianze raccolte dagli storici, dovevano esistere anche diversi cunicoli sotterranei. 
Oltre alla tela del Iaconissa, rimangono della chiesa alcuni oggetti  e una campana del 1886.